# 崔寔
崔 寔（さい しょく、生没年不詳）は、中国後漢の政治家・学者。本貫は幽州涿郡安平県。『四民月令』『政論』を著したが、いずれも現存せず、逸文のみが残る。

## 生涯
范曄の『後漢書』に祖父の崔駰の伝があり、父の崔瑗及び崔寔もそこに付伝される。崔家は安平県の名家で、崔駰・崔瑗ともに文学者として高名だった。
桓帝の時代に郎官に挙げられ、さらに議郎を経て、外戚である梁冀の司馬となる。この頃、『東観漢記』の編纂に従事した。北方の五原太守の官に就くと、住民に紡織を教えると共に、夷狄の侵略に備えた。再び議郎に戻ったが、梁冀が粛清されると連座し、数年間は官に就けなかった。その後、鮮卑対策のために推薦されて遼東太守になったが、任地に赴く途中で母が死亡し、その喪に入るために郷里へ帰った。喪が明けた後に尚書に就任したが、数ヶ月で病気と称して辞任した。建寧年間に没した。
父の崔瑗と共に、草書に巧みだったことでも後世に名を残している。

## 著作
『四民月令』（しみんげつれい）は、『礼記』月令にならって各月ごとに年中行事を記した書物で、月令類の代表的な書物のひとつである。後漢当時の豪族の生活を知るための重要な資料で、宋代に滅んだが、『斉民要術』『玉燭宝典』などに引用された文章が残っている。平凡社東洋文庫に渡部武による日本語訳がある。
『政論』（『正論』『本論』とも）は、刑罰と徳教を併用することによって当時の危機的な状況を克服しようとした書物であり、仲長統はこの書を高く評価した。また、当時の豪族が巨億の富を築き、貧富の差が増大していることを記している。『隋書』経籍志ではこの書を法家に含める。北宋時にすでに失われていたが、『群書治要』『意林』ほかに載せられた文章が厳可均『全上古三代秦漢三国六朝文』の全後漢文巻46に集められている。『後漢書』の記載では郎のころの作品のように読めるが、実際には遼東太守に就任した後の作品であることを厳可均は指摘している。